# Держава Хойсалів
Держава Хойсалів (ಹೊಯ್ಸಳ ಸಾಮ್ರಾಜ್ಯ; 1026 —1346 роки) — держава на півдні Індостану зі столицями у Белпурі та Дварасамудрі, яка прийшла на зміну державі Західних Чалук'їв. Розквіт держави припадає на 1220—1290-х роки. У 1311 році її володарі вимушені були визнати себе данниками делійських султанів з династії Хілджі, а до 1346 року державу Хойсалів поглинула Віджаянагарська імперія.

## Історія
Перші володіння предки Хойсалів отримали ще у середині X століття. Відомо, що у 950 році Арекалла Хойсала отримав намісництво (ганда) у Малепоралі. Поступово родина набирала силу. Втім лише за правління пермаді Нріпаками II були визнані окремою державою зі столицею в Белпурі (сучасний Белур, західніше Бангалора). Тоді ж визнали себе данниками держави Західних Чалук'їв. Правителі з роду Хойсалів активно допомагали Західним Чалук'ям у боротьбі з імперією Чола.
Хойсали отримали незалежність приблизно у 1110 році. Новою столицею стає Дварасамудра (пізніше — Дорасамудра, зараз — Халебід). За правління Віра Балала II (1172–1215) війська Хойсалів завдали поразки залишкам держави західних Чалук'їв та Пандьям. В цей час ця держава перетворюється на домінуючу силу у всій Південній Індії. Скориставшись ослабленням Чолів, він закріпився навіть у самому центрі сучасного Тамілнада біля Шріранчама.
У 1220—1290-х роках продовжується підйом держави Хойсалів. В цей час набуває розвиток архітектура та мистецтво. З кінця 1290-х років починається поступовий занепад. Він був викликаний як економічними причинами — встановлення монополії арабських купців, так і  війнами з Сеунами та державою Пандья. У 1310 і 1327 роках Хойсали були розгромлені військами Делійського султанату (у 1311 визнали себе його данниками), але династія продовжувала правити у своєму традиційному районі. Остаточно вона була повалена володарями Віджаянагара та султанами Мадурая у 1343–1346 роках.

## Культура

### Архітектура
Хойсали приділяли велику увагу зведенню численних храмів. Їхній стиль зазнав впливу архітектури Західних Чалук'їв та так званого Карнатського дравідійського стилю. Особливістю архітектури Хойсалів є наявність вишуканих дрібничок та деталей, висока майстерність у створенні оздоблення  скульптур, що прикрашали храми. При цьому часто використовувався мильний камінь (талькохлорит). 

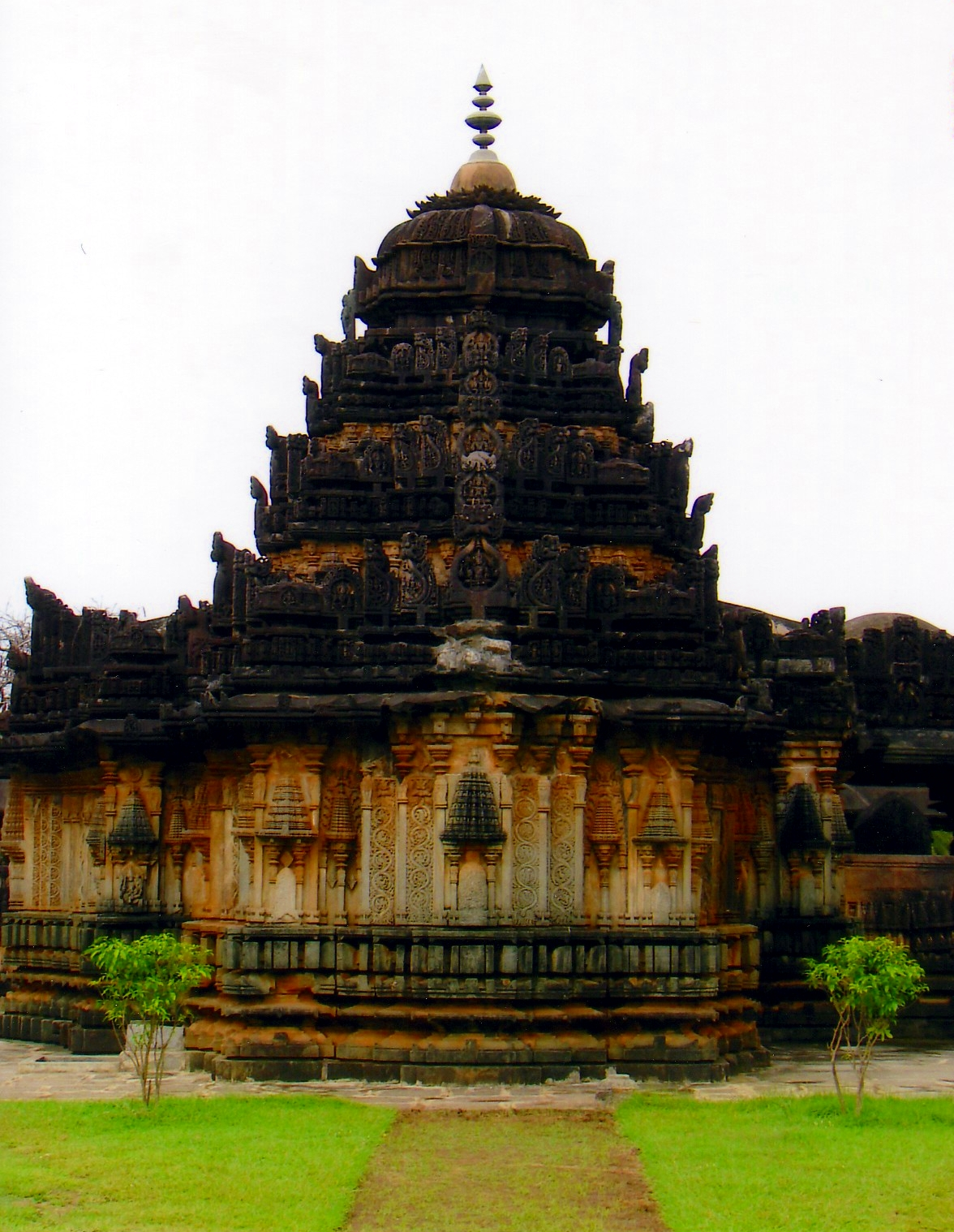
Храм Амрутешвара в Амрутхапурі

Більшість храмів було зведено у столицях держави. Найзначнішими є храми Ченнакешава у Белпурі, Хойсалешвара у Дорасамудрі, Ченнакешава у Соматхапурі, Ішвара в Арсікері, Амрутешвара в Амрутхапурі, Віра Нараяна у Белаваді, Лакшмінарасімха у Нугехаллі, Лакшмінараяна в Хосахолалу, Ченнакешава в Аралагуппі, Букешвара у Коравангалі, Лакшмінарасімха у Харанхаллі, Нагешвара-Ченнакешава у Мозалі, Малікарджуна у Басаралу. Більшість з них прикрашена горизонтальними фризами та барельєфами.

## Володарі
- Нріпакама II (1026–1047)
- Хойсала Вінаядітья (1047–1098)
- Ереянга (1098–1102)
- Віра Балала I (1102–1108)
- Вішнувардхана (1108–1152)
- Нарасімха I (1152–1173)
- Віра Балала II (1173–1220)
- Віра Нарасімха II (1220–1235)
- Віра Сомешвара (1235–1254)
- Нарасімха III (1254–1291)
- Віра Балала III (1292–1343)
- Вірупакша (1343–1346)